# 花果园水库
花果园水库是中国安徽省六安市寿县境内的一座水库，位于淮河水系东淝河上，建于1984年。水库正常库容为815万立方米，集雨面积为7平方千米，海拔为45.5米。